# Le Noël de Belle

Le Noël de Belle (Christmas Belle) est un téléfilm américain réalisé par Alex Wright et diffusé le 8 décembre 2013.

## Synopsis
Isabella Everhart, surnommée « Belle », est chargée par son père, Rex, de procéder à l'inventaire de tous les biens d'un magnifique domaine qui doit être vendu avant Noël. Hunter Lowell, le propriétaire, se montre rustre et glacial envers elle. Au fil des jours, Belle apprivoise Hunter.

## Fiche technique
- Titre original : Christmas Belle
- Réalisation : Alex Wright
- Scénario : Joany Kane
- Durée : 85 minutes
- Pays :  États-Unis

## Distribution
- Haylie Duff : Isabella
- Nicholas Gonzalez : Hunter
- Mark Famiglietti : Tony
- C. Thomas Howell : Rex
- Sheree J. Wilson : Angie
- Jerry Hauck : Burny
- Bobby Horn : Ben
- Cliff Mathieson : Cliff